# Franco CFA de África Occidental

Países que utilizan el Franco CFA de África Occidental

El franco CFA de África Occidental, también conocido como franco CFA de la UEMOA (por la comunidad económica que hace uso de esta moneda) es la moneda de ocho Estados independientes de África Occidental: Benín,  Burkina Faso, Costa de Marfil, Guinea-Bisáu, Mali, Níger, Senegal y Togo.
La moneda es emitida por el Banco Central de los Estados de África Occidental, con sede en la ciudad capital de Senegal, Dakar, para los miembros de la Unión Económica y Monetaria de África Occidental (UEMOA).
Su equivalente en África Central es el franco CFA de África Central (también conocido como franco CFA de la CEMAC). Aunque ambas monedas poseen la misma tasa de cambio fija (655,957 francos con respecto al euro), su uso no es intercambiable (lo que significa, por ejemplo, que un producto del África Occidental no se podrá pagar con el franco CFA de África Central).
Hasta la introducción del euro, el franco CFA estaba ligado al franco francés con una tasa de cambio fija de 100 francos CFA por 1 franco francés.

## Historia
El franco CFA se introdujo por primera vez en 1945 en las colonias francesas de África, sustituyendo al franco del África occidental francesa. Las primeras colonias y territorios en utilizar el nuevo franco fueron Costa de Marfil, Dahomey (hoy Benín), el Sudán francés (hoy Malí), Mauritania, Níger, Senegal, Togo y el Alto Volta (hoy Burkina Faso). La moneda siguió utilizándose tras la independencia de estos territorios, excepto en Malí, que sustituyó el franco CFA por su propio franco en 1961. En 1973 Mauritania sustituyó el franco CFA por la uguiya con una tasa de cambio de 1 MRO = 5 XOF. En 1984 Malí readoptó de nuevo el franco CFA con una tasa de cambio de 2 MLF = 1 XOF. La antigua colonia portuguesa de Guinea-Bisáu adoptó el franco CFA el 2 de mayo de 1997, sustituyendo el peso con una tasa de cambio de 1 XOF = 65 GWP.

## Billetes
Cuando se creó el franco CFA el Banco Central de los Estados del África Occidental empezó a emitir billetes en denominaciones de 5, 10, 25, 50, 100 y 1.000 francos. En 1946 se añadieron los de 500 francos, seguidos de los de 5.000 francos en 1948. En 1955 el Institut d'émission de l'Afrique de l'ouest française et Togo tomó el control de la emisión del papel moneda, imprimiendo billetes de 50, 100, 500 y 1.000 francos.
En 1959, el BCEAO asumió la competencia de emitir los billetes e introdujo una nueva denominación de 5.000 francos. Exceptuando las primeras series, los billetes emitidos por el BCEAO tienen una letra que identifica al país emisor del billete. El último billete de 50 francos se emitió en 1959, y las denominaciones de 100 francos no se emiten desde 1965. En 1977 se introducen nuevas denominaciones de 10 000 francos, seguidas de las de 2.500 francos en 1992.
En el año 2004 una nueva serie de billetes fue introducida aplicando modernos diseños gráficos y nuevas técnicas de impresión y seguridad, los colores principales permanecieron invariables, con la excepción del billete de 5000 francos, que cambió su color predominante de azul a verde. En noviembre de 2012 fue añadido un nuevo billete de 500 francos enmarcado dentro de esta misma serie.

### Primera serie
| Denominación | Color predominante | Imagen del anverso | Imagen del reverso |
| ------------ | ------------------ | ------------------ | ------------------ |
| 100 francos  | Naranja            |                    |                    |
| 500 francos  | Verde              |                    |                    |
| 1000 francos | Marrón/Verde       |                    |                    |

### Segunda serie
| Denominación   | Color predominante | Imagen del anverso | Imagen del reverso |
| -------------- | ------------------ | ------------------ | ------------------ |
| 500 francos    | Verde              |                    |                    |
| 1000 francos   | Naranja/Marrón     |                    |                    |
| 5000 francos   | Azul/Violeta       |                    |                    |
| 10 000 francos | Rojo               |                    |                    |

### Tercera serie
| Denominación   | Color predominante | Imagen del anverso | Imagen del reverso |
| -------------- | ------------------ | ------------------ | ------------------ |
| 500 francos    | Verde              |                    |                    |
| 1000 francos   | Naranja/Marrón     |                    |                    |
| 2500 francos   | Violeta            |                    |                    |
| 5000 francos   | Azul               |                    |                    |
| 10 000 francos | Marrón             |                    |                    |

### Cuarta serie
| Denominación   | Color predominante | Dimensiones | Imagen del anverso | Imagen del reverso |
| -------------- | ------------------ | ----------- | ------------------ | ------------------ |
| 500 francos    | Naranja            | 66 x 120 mm |                    |                    |
| 1000 francos   | Rojo               | 66 x 125 mm |                    |                    |
| 2000 francos   | Azul               | 66 x 130 mm |                    |                    |
| 5000 francos   | Verde              | 74 x 140 mm |                    |                    |
| 10 000 francos | Violeta            | 74 x 145 mm |                    |                    |

## Monedas
En 1948, las monedas se emitieron para su uso en todas las colonias en denominaciones de 1 y 2 francos, siendo acuñadas en aluminio. Todas ellas llevaban grabada la leyenda "África Occidental Francesa". En 1957 se pusieron en circulación monedas de 10 y 25 Francos bajo el nombre de Togo.
Desde el año 1959, varias denominaciones de monedas vienen siendo emitidas por orden del BCEAO. Una moneda de 100 Francos de níquel fue introducida en 1967, seguida de un facial de 50 Francos en 1972. Las monedas de aluminio de 1 Franco fueron sustituidas por otras más pequeñas de acero inoxidable en 1976, siendo emitidas ininterrumpidamente hasta 1995. Entre 1981 y 1982 los diseños de las monedas de 10 y 25 francos cambiaron, y entre 1992 y 1996 se acuñó una moneda bimetálica de 250 francos. En 2003, monedas bimetálicas de 200 y 500 Francos fueron añadidas al cono monetario. Las características de las monedas actualmente en circulación son las siguientes
| Denominación | Emisión | Metal              | Metal              | Forma    | Diámetro (mm) | Peso (g) | Canto                | Anverso                                                                 | Reverso                                                                                  | Imagen                       |
| Denominación | Emisión | Anillo             | Centro             | Forma    | Diámetro (mm) | Peso (g) | Canto                | Anverso                                                                 | Reverso                                                                                  | Imagen                       |
| ------------ | ------- | ------------------ | ------------------ | -------- | ------------- | -------- | -------------------- | ----------------------------------------------------------------------- | ---------------------------------------------------------------------------------------- | ---------------------------- |
| 1 franco     | 1976    | Acero              | Acero              | Circular | 15,00         | 1,60     | Liso                 | Emblema del BCEAO BANQUE CENTRALE DES ETATS DE L'AFRIQUE DE L'OUEST     | Valor facial UNION MONETAIRE OUEST-AFRICAINE año de acuñación                            | Detalle en "ficha de moneda" |
| 5 francos    | 1959    | Bronce de aluminio | Bronce de aluminio | Circular | 20,00         | 3,10     | Liso                 | Óryx Maíz y sorgo año de acuñación                                      | Valor facial Emblema del BCEAO BANQUE CENTRALE DES ETATS DE L'AFRIQUE DE L'OUEST         | Detalle en "ficha de moneda" |
| 10 francos   | 1981    | Bronce de aluminio | Bronce de aluminio | Circular | 23,50         | 4,10     | Liso                 | Mujer sacando agua de un pozo con una bomba hidráulica año de acuñación | Valor facial Emblema del BCEAO BANQUE CENTRALE DES ETATS DE L'AFRIQUE DE L'OUEST         |                              |
| 25 francos   | 1980    | Bronce de aluminio | Bronce de aluminio | Circular | 27,00         | 8,10     | Estriado             | Mujer vertiendo recipiente dentro de una caña año de acuñación          | Valor facial Emblema del BCEAO BANQUE CENTRALE DES ETATS DE L'AFRIQUE DE L'OUEST         |                              |
| 50 francos   | 1972    | Cuproníquel        | Cuproníquel        | Circular | 22,00         | 5,00     | Estriado             | Emblema del BCEAO BANQUE CENTRALE DES ETATS DE L'AFRIQUE DE L'OUEST     | Valor facial Cacao, cacahuetes, café... UNION MONETAIRE OUEST-AFRICAINE año de acuñación | Detalle en "ficha de moneda" |
| 100 francos  | 1967    | Níquel             | Níquel             | Circular | 26,00         | 7,00     | Estriado             | Emblema del BCEAO BANQUE CENTRALE DES ETATS DE L'AFRIQUE DE L'OUEST     | Valor facial Flores UNION MONETAIRE OUEST-AFRICAINE año de acuñación                     | Detalle en "ficha de moneda" |
| 200 francos  | 2003    | Cuproníquel        | Latón              | Circular | 24,50         | 7,00     | Estriado discontinuo | Emblema del BCEAO BANQUE CENTRALE DES ÉTATS DE L'AFRIQUE DE L'OUEST     | Valor facial Maíz, sorgo, plátanos... UNION MONÉTAIRE OUEST-AFRICAINE año de acuñación   | Detalle en "ficha de moneda" |
| 500 francos  | 2003    | Latón              | Cuproníquel        | Circular | 28,00         | 10,70    | Estriado             | Emblema del BCEAO BANQUE CENTRALE DES ÉTATS DE L'AFRIQUE DE L'OUEST     | Valor facial Cacao, cacahuetes, café... UNION MONÉTAIRE OUEST-AFRICAINE año de acuñación | Detalle en "ficha de moneda" |

## Propuestas para el futuro
Los países anglófonos de Gambia, Ghana, Nigeria y Sierra Leona, junto a Guinea, han formado la Zona Monetaria del África Occidental (WAMZ) y pretenden introducir una moneda común, el Eco. Se espera que Liberia se una también a la zona monetaria común, cuyo objetivo final ha sido unirse a la UEMOA y a la WAMZ para formar una zona única monetaria en el África Occidental.